# Командные соревнования (горнолыжный спорт)
Командные соревнования — соревнования по горнолыжному спорту, победитель в которых определяется по специальным правилам с учётом выступления всех участников команды (мужчин и женщин). Данный вид горнолыжных соревнований может проводиться в форме комбинированных или параллельных командных состязаний.

## Параллельные командные состязания
Параллельные командные состязания проводятся в один день в несколько туров. В каждом туре от каждой команды участвуют по 4 спортсмена: 2 мужчин и 2 женщин. В первом туре (1/8) состязаются 8 пар команд, во втором (1/4)- 4 пары команд, в полуфинале встречаются 2 пары команд и в финале определяется победитель из двух команд. Пары в 1/8 определяются на основании очков ФИС. Первая по количеству очков ФИС команда в 1/8 финала соревнуется с шестнадцатой, вторая с пятнадцатой, третья с четырнадцатой и так далее. Проигравшая в своей паре команда выбывает из дальнейших соревнований.
Параллельные командные соревнования (состязания) проводятся по двум параллельно расположенным трассам («красной» и «синей»). Ворота на каждой трассе установлены как для гигантского слалома. Участники соревнующихся команд (мужчины и женщины) стартуют одновременно. Победитель каждого парного заезда приносит 1 очко своей команде. При равном времени участников парного заезда каждая команда получает по одному очку. Если соревнующиеся команды после спуска всех участников имеют равный счёт (2:2), то побеждает команда с минимальным суммарным временем лучшей женщины и лучшего мужчины. Если и в этом случае команды имеют равное время, то побеждает команда, имеющая меньшее время по второй паре (мужчина + женщина).
Если оба участника соревнующихся команд упали в любом туре, победителем будет тот участник, который первым успешно достиг финиша. Если оба участника не достигли финиша, победителем признаётся тот, кто успешно проехал большее расстояние.
Основанием для дисквалификации участника могут быть неправильное прохождение ворот или переход с одной трассы на другую.
Параллельные командные соревнования по горнолыжному спорту впервые были включены в программу Зимних Олимпийских игр в 2018 году. В соревновании в Пхенчхане приняли участие команды 16 стран, каждая из которых имела в своём составе по 4 горнолыжника (2 мужчины и 2 женщины).

## Комбинированные командные состязания
В данной разновидности командных соревнований по горнолыжному спорту проводится два заезда: один заезд на трассе супер-гиганта и один заезд на трассе слалома. В одном заезде участвует один участник соревнующейся команды. В команде должно быть как минимум четыре участника (2 мужчин и 2 женщины). Количество членов команды ограничено шестью.
От каждой команды в каждом заезде разрешено участвовать не более чем двум мужчинам и двум женщинам. Участники каждой команды должны быть названы до жеребьёвки. Мужчины и женщины стартуют на одной трассе. Состязание состоит из двух заездов (супер-гигант и слалом) и четырёх серий в каждом заезде (1 участник от команды это одна серия). Сумма мест спортсменов от каждой команды из каждой серии в обоих заездах определяет победителя командных соревнований.